# Malå församling
Malå församling är en församling i Södra Lapplands kontrakt i Luleå stift. Församlingen omfattar hela Malå kommun i Västerbottens län. Församlingen ingår i Malå-Sorsele pastorat.

## Administrativ historik
Församlingen bildades 1862 som en kapellförsamling, utbruten ur Arvidsjaurs församling.
Församlingen ingick till 1884 i pastorat med Arvidsjaurs församling för att därefter till 2015 utgöra ett eget pastorat. Från 2015 moderförsamling i Malå-Sorsele pastorat där även Sorsele församling ingår.

## Komministrar
| Ämbetstid | Namn              | Levnadstid | Övrigt                                     |
| --------- | ----------------- | ---------- | ------------------------------------------ |
| 1862–1875 | Olof Lindahl      |            | Senare kyrkoherde i Vilhelmina församling. |
| 1875–1884 | Johannes Mörtsell | 1824–1888  | Senare kyrkoherde i Stensele församling.   |

## Kyrkor
- Malå kyrka
- Adaks kyrka

## Series pastorum
- 1885–1922: August Björzén